# Herrera del Duque (Gerichtsbezirk)
Der Gerichtsbezirk Herrera del Duque ist einer der 14 Gerichtsbezirke in der Provinz Badajoz.
Der Bezirk umfasst 17 Gemeinden auf einer Fläche von 2.691,71 km² mit dem Hauptquartier in Herrera del Duque.

## Gemeinden
| Gemeinde                         | Einwohner (2024) | Fläche km² | Dichte Einw./km² | Cod INE | Postleitzahl |
| -------------------------------- | ---------------- | ---------- | ---------------- | ------- | ------------ |
| Baterno                          | 238              | 62,10      | 4                | 06017   | 06659        |
| Casas de Don Pedro               | 1.370            | 142,66     | 10               | 06033   | 06770        |
| Castilblanco                     | 844              | 132,24     | 6                | 06035   | 06680        |
| Esparragosa de Lares             | 854              | 208,61     | 4                | 06048   | 06620        |
| Fuenlabrada de los Montes        | 1.709            | 191,92     | 9                | 06051   | 06660        |
| Garbayuela                       | 475              | 84,14      | 6                | 06056   | 06690        |
| Garlitos                         | 530              | 129,32     | 4                | 06057   | 06656        |
| Helechosa de los Montes          | 562              | 308,72     | 2                | 06062   | 06692        |
| Herrera del Duque                | 3.399            | 277,31     | 12               | 06063   | 06670        |
| Puebla de Alcocer                | 1.107            | 296,72     | 4                | 06102   | 06630        |
| Risco                            | 127              | 39,48      | 3                | 06114   | 06657        |
| Sancti-Spíritus                  | 145              | 33,56      | 4                | 06118   | 06655        |
| Siruela                          | 1.771            | 202,47     | 9                | 06125   | 06650        |
| Talarrubias                      | 3.259            | 339,31     | 10               | 06127   | 06640        |
| Tamurejo                         | 199              | 29,71      | 7                | 06130   | 06658        |
| Valdecaballeros                  | 1.051            | 90,12      | 12               | 06137   | 06689        |
| Villarta de los Montes           | 395              | 123,32     | 3                | 06157   | 06678        |
| Gerichtsbezirk Herrera del Duque | 18.035           | 2.691,71   | 7                | –       | –            |